# أوغيست إتيان فرانسوا ماير
أوغيست إتيان فرانسوا ماير (بالفرنسية: Auguste Mayer)‏ هو رسام فرنسي، ولد في 3 يوليو 1805 في بريست في فرنسا، وتوفي بنفس المكان في 22 سبتمبر 1890. تخصص برسم وتصوير المواضيع البحرية.